# Kurhotel Skodsborg
Kurhotel Skodsborg (tidligere Skodsborg Badesanatorium) var et sanatorium beliggende i Skodsborg langs Strandvejen mellem København og Helsingør.
Sanatoriet blev grundlagt i 1898 af Adventistkirken og drevet frem af Carl Ottosen, der året før havde fået købt to bygninger i Skodsborg, som oprindelig havde hørt til Grevinde Danners Palæ. Fra begyndelsen var der plads til omkring 20 patienter, men stedet voksede sig hurtigt større. Hovedbygningen bag den karakteristiske søjlegang blev opført i 1907 og er tegnet af Anton Haunstrup, samme år da Villa Rex blev købt. Søjlegangen kom til i 1923. Sanatoriet fik øgenavnet Den Hvide By og også kendt som Persilleslottet på grund af den vegetariske mad, der blev serveret på stedet. I 1920'erne var Skodsborg Nordens største privathospital og kursted. På stedet fandtes der bl.a. kokkeskole og indtil 2009 også fysioterapiskole.
Carl Ottosen havde fået ideen til sanatoriet i sin studietid i USA. Her mødte han i 1886 lægen John Harvey Kellogg, hvis behandlingsmetoder Ottosen ville tage med til Danmark under forbillede af Kelloggs Battle Creek Sanatorium. Således havde han nogle år forinden begyndt Frydenstrand Badesanatorium ved adventisternes højskole i Frederikshavn, og han fik også grundlagt Den Sanitære Fødevarefabrik med vegetariske madvarer også i 1898.
I 1992 rakte Adventistkirkens økonomi ikke til at drive stedet videre, og det blev solgt til Augustinusfonden som nu driver det som kurhotel.